# Welcome (Minnesota)
Welcome ist eine Kleinstadt (mit dem Status „City“) im Martin County im US-amerikanischen Bundesstaat Minnesota. Das U.S. Census Bureau hat bei der Volkszählung 2020 eine Einwohnerzahl von 710 ermittelt.

## Geografie
Welcome liegt im Süden Minnesotas auf 43°40′02″ nördlicher Breite und 94°37′08″ westlicher Länge. Der Ort erstreckt sich über eine Fläche von 3,81 km².
Benachbarte Orte von Welcome sind Northrop (23 km nordöstlich), Fairmont (13,9 km östlich), Ceylon (16,6 km südlich), Dunnell (23,3 km südwestlich), Sherburn (9,7 km westlich) und Trimont (18,1 km nordwestlich).
Die nächstgelegenen größeren Städte sind Minneapolis (225 km nordöstlich), Minnesotas Hauptstadt Saint Paul (233 km in der gleichen Richtung), Rochester (204 km ostnordöstlich), Iowas Hauptstadt Des Moines (320 km südöstlich), Omaha in Nebraska (365 km südsüdwestlich), Sioux Falls in South Dakota (178 km westlich) und Fargo in North Dakota (460 km nordnordwestlich).

## Verkehr
Entlang des nördlichen Stadtrandes verläuft die Interstate 90, der längste Interstate Highway des Landes. Die Minnesota State Route 263 verläuft in Nord-Süd-Richtung als Hauptstraße durch Welcome. Alle weiteren Straßen innerhalb von Welcome sind untergeordnete Landstraßen, teils unbefestigte Fahrwege oder innerstädtische Verbindungsstraßen.
Im Stadtgebiet von Welcome treffen eine Eisenbahn-Nebenstrecke der heute zur Canadian Pacific Railway gehörenden früheren Eisenbahngesellschaft I&M Rail Link und eine Strecke der Union Pacific Railroad zusammen.
Mit dem Fairmont Municipal Airport liegt 19,1 km östlich von Welcome ein Regionalflugplatz. Der nächste Großflughafen ist der Minneapolis-Saint Paul International Airport (223 km nordöstlich).

## Demografische Daten
Nach der Volkszählung im Jahr 2010 lebten in Welcome 686 Menschen in 310 Haushalten. Die Bevölkerungsdichte betrug 180,1 Einwohner pro Quadratkilometer. In den 310 Haushalten lebten statistisch je 2,21 Personen.
Ethnisch betrachtet bestand die Bevölkerung mit einer Ausnahme nur aus Weißen. Unabhängig von der ethnischen Zugehörigkeit waren 2,9 Prozent der Bevölkerung spanischer oder lateinamerikanischer Abstammung.
22,0 Prozent der Bevölkerung waren unter 18 Jahre alt, 59,6 Prozent waren zwischen 18 und 64 und 18,4 Prozent waren 65 Jahre oder älter. 50,3 Prozent der Bevölkerung war weiblich.

Das mittlere jährliche Einkommen eines Haushalts lag bei 40.341 USD. Das Pro-Kopf-Einkommen betrug 18.182 USD. 13,7 Prozent der Einwohner lebten unterhalb der Armutsgrenze.